# Pierre Fabre (essayiste)
Pour les articles homonymes, voir Fabre et Pierre Fabre (homonymie).
Pierre Fabre est un essayiste français d'expression provençale.
Il est spécialiste de l'histoire du Félibrige, dont il est le capoulié de 1992 à 2006.

## Biographie
Né le 19 novembre 1957 à Marseille, Pierre Fabre fait ses débuts comme instituteur dans le Var, avant de devenir à partir de 2001 conseiller pédagogique spécialisé dans le domaine des langues vivantes étrangères et régionales auprès de l'inspecteur d'académie du Var, par ailleurs formateur à l'IUFM Célestin-Freinet de l'Académie de Nice. Parallèlement à ses activités d'enseignement du provençal, il est aussi fortement engagé dans les partenariats entre l'Académie de Nice et la Bavière en collaboration avec l'Office franco-allemand pour la Jeunesse pour le compte duquel il participe à la mise en place d'une valisette pédagogique bilingue à l'intention des jeunes publics dans le cadre de l'éveil à la diversité linguistique.
En 1987 et 1996, il figure au jury pour l'élection de la reine d'Arles.
Président de l'Association varoise pour l'enseignement du provençal de 1979 à 1982, il est élu en 1982 syndic de la maintenance de Provence du Félibrige, charge qu'il occupe jusqu'en 1993. Élu majoral du Félibrige en 1986 (cigalo di Jardin, précédemment détenue par Marcelle Drutel), il en devient le capoulié en 1992, et le reste jusqu'en 2006.
Collaborateur de diverses publications et auteur de divers articles, conférencier, il a appartenu à l'Académie du Var. Il est correspondant de l'Académie de Marseille depuis 2003.
Il a également été tambourinaire.

### Vie privée
Il épouse en 1985 Isabelle Pierrugues, alors secrétaire de la maintenance de Provence du Félibrige, et enseignante de provençal devenue en 2004 directrice de l'école primaire français-provençal de Cuers ; ils ont deux fils.

## Ouvrages
- Collectif, Li Jouine e Frederi Mistral, Felibrige, 1981.
- Laus de Marcello Drutel, 1986, ms.
- Éd. de Pierre Devoluy, Istòri naciounalo de la Prouvènço e dóu miejour di Gaulo, Ollières, Cercle Pierre-Devoluy/Draguignan, maintenance de Provence du Félibrige, 1994 (SUDOC 013493825).
- Dir. de Mélanges dédiés à la mémoire du professeur Paul Roux (1921-1991) (préf. Olivier Neige, postface Paul Pastour), La Farlède, Association varoise pour l'enseignement du provençal, 1995 (SUDOC 005053587).
- Éd. de Joseph d'Arbaud, Jaquet-lou-Gaiard, suivi de Lou Matagot et La Pichoto Auco : récits inédits, maintenance de Provence, 2000 (SUDOC 076526453).
- Entretiens avec Gérard Blua, Mistral en héritage, Marseille, Autres temps, 2002  (ISBN 2-8452-1112-0).
- Les Félibres Majoraux de 1876 à 2006, Aix-en-Provence, Félibrige, 2006 (SUDOC 104600462).
- Trad. en provençal d'Aurélie Samson et Florence Sizaret (dir.), Museon arlaten, Paris, Liénard, 2021  (ISBN 978-2-35906-333-2).
- Éd. de Frédéric Mistral (préf. Paulin Reynard), Dans l'intimité de Frédéric Mistral : lettres à sa femme, La Roque-Alric, Les Offray, 2024  (ISBN 978-2-490638-31-4).
- Éd. avec Jean-Yves Casanova de Joseph d'Arbaud, Obro pouëtico, Salinelles, L'Aucèu libre, 2025 (SUDOC 285253999).

## Distinctions
- Prix Louis-Vouland de la vocation provençale en 1980[2].
- Pensionnaire de la Fondation Vibert au château de Lourmarin en 1983.
- Médaille grand or de Florian en 2004[9].
- Maître ès jeux de l'Académie des jeux floraux[2] en 1998[10].
- Prix Bruno-Durand de l'Académie des sciences, agriculture, arts et belles lettres d'Aix-en-Provence en 2025.
- Chevalier des Arts et Lettres.
- Chevalier des Palmes académiques.